# Tsune Sugimura
Tsune Sugimura (杉村 恒, Sugimura Tsune, 1926-1991) est un photographe japonais auteur de 44 albums dont le plus connu, intitulé Living Crafts of Okinawa et publié en 1973, est un documentaire photographique sur les artisanats traditionnels d'Okinawa, ainsi que l'album intitulé The enduring crafts of Japan en 1968 et Hachijo: isle of exile en 1973.